# José Ramet
Pour les articles homonymes, voir Ramet.
Joseph Marcel Ramet, dit José Ramet, né le 5 février 1955 à Anvers et mort le 7 mars 2019 , est un médecin pédiatre et professeur des universités belge. Il a été le président de nombreuses institutions ayant contribué au rayonnement de la pédiatrie en Europe. Il s’est chargé notamment de l’uniformisation des formations en pédiatrie en Europe et s’est également investi dans la recherche de médicaments pour enfants.

## Biographie
Après des études de médecine à la Vrije Universiteit Brussel, José Ramet se spécialise dans la pédiatrie. Il commence sa carrière à l'AZ-VUB, devenu aujourd'hui l'UZ Brussel, et devient responsable de l'unité de soins intensifs pédiatriques. En 2005, il devient chef du service de pédiatrie à l'hôpital universitaire d'Anvers (Universitair Ziekenhuis Antwerpen).
Parallèlement à cette activité, il présente sa thèse de doctorat de médecine en 1991, ayant pour sujet « Physiology and physiopathology of the vagal reactivity in childhood ».
Après avoir été assistant à la Vrije Universiteit Brussel, il devient professeur invité de 1994 à 2005, avant de devenir professeur ordinaire à l'Université d'Anvers.
Il s'emploie au rayonnement du savoir en pédiatrie, en Europe et dans le monde, en s'impliquant dans diverses organisations :
- Société Belge de Pédiatrie : secrétaire général de 1989 à 2004, et président de 2007 à 2011[2]
- European Society of Pediatric and Neonatal Intensive Care: président de 2002 à 2005 [3]
- European Academy of Paediatrics : secrétaire général de 1999 à 2012, et executive director en 2013[4],[5]
- Consensus in Paediatrics council: secrétaire général à partir de 2011

Il a donné des conférences dans le monde entier et publié plusieurs centaines d'articles scientifiques.
Il meurt en 2019 des suites d'une atrophie multisystématisée.

## Distinctions
Il reçoit en 2006 le titre honorifique d'Honorary Fellow of the Royal College of Paediatrics and Child Health des mains de la princesse Anne d'Angleterre, et en 2010, le prix Angel Ballabriga à l’occasion du World Congress of Maternal & Infant Health.